# Triangulaan

Spiro(2.2)pentaan, het eenvoudigste triangulaan

Tetraspiro-2.0.0.0.2.1.1.1-undecaan, een [5]triangulaan

Een triangulaan is een synthetische organische verbinding die bestaat uit een aantal cyclopropaanringen die verbonden zijn door een spiroverbinding, dit is met één gemeenschappelijk koolstofatoom. 
Een triangulaan dat bestaat uit n cyclopropaaneenheden wordt aangeduid als [n]triangulaan. Het grootste triangulaan dat tot nu toe is gesynthetiseerd is een [15]triangulaan.
Omdat de vrije hoekpunten van een triangulaan elkaar ontwijken, neemt de molecule een spiraalvorm aan. De kromming van de spiraal kan linksom of rechtsom zijn, waardoor een triangulaan moleculaire chiraliteit vertoont, hoewel het geen asymmetrisch koolstofatoom heeft. Dit fenomeen treedt ook op bij helicenen.